# Eduardo López Ochoa

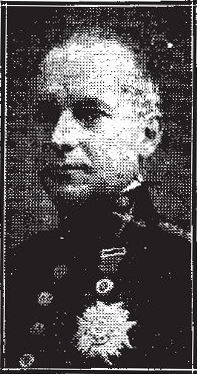
Ochoa (1930)

Eduardo López Ochoa (* 1877 in Barcelona; † 17. August 1936 in Madrid) war ein spanischer General.

## Leben
Ochoa wuchs in Barcelona auf, wo sein Vater, ein Oberst, stationiert war und schlug die Militärlaufbahn ein. Er nahm am Krieg in Kuba und am Rifkrieg in Afrika teil. 1918 wurde er zum Generalmajor befördert. Bei der Ausrufung der Zweiten Spanischen Republik im Jahre 1931 wurde López Ochoa Capitán General von Katalonien.

### Bergarbeiterstreik von 1934
Im Oktober 1934 kam es in den Bergbaugebieten Asturiens zu einem Bergarbeiterstreik, der sich zu einer von Kommunisten geführten Erhebung von Teilen der Arbeiterschaft ausweitete. Die damals herrschende spanische Regierung, eine Mitte-Rechtskoalition, wies die Armee an den Streik und den Aufstandsversuch niederzuschlagen, nachdem bewaffnete Gewerkschafter und Bergarbeiter große Teile Asturiens, darunter die Provinzhauptstadt Oviedo und etliche Kasernen, erobert hatten. Das Kommando der in Asturien eingesetzten Truppen übertrug sie Ochoa. Seine Feinde nannten ihn ob der dort geschehenen Gräueltaten el verdugo de Asturias (Der Henker von Asturien). Andererseits ließ Ochoa mehrere Soldaten hinrichten, weil sie Gefangene gefoltert und zu Tode gehackt hatten.

### Ermordung
Beim Ausbruch des Spanischen Bürgerkrieges 1936 war López Ochoa in einem Lazarett in Carabanchel am Stadtrand von Madrid, um sich von einer Operation zu erholen. Er wurde von einem Mob gelyncht und seine Leiche wurde enthauptet.